# دامله

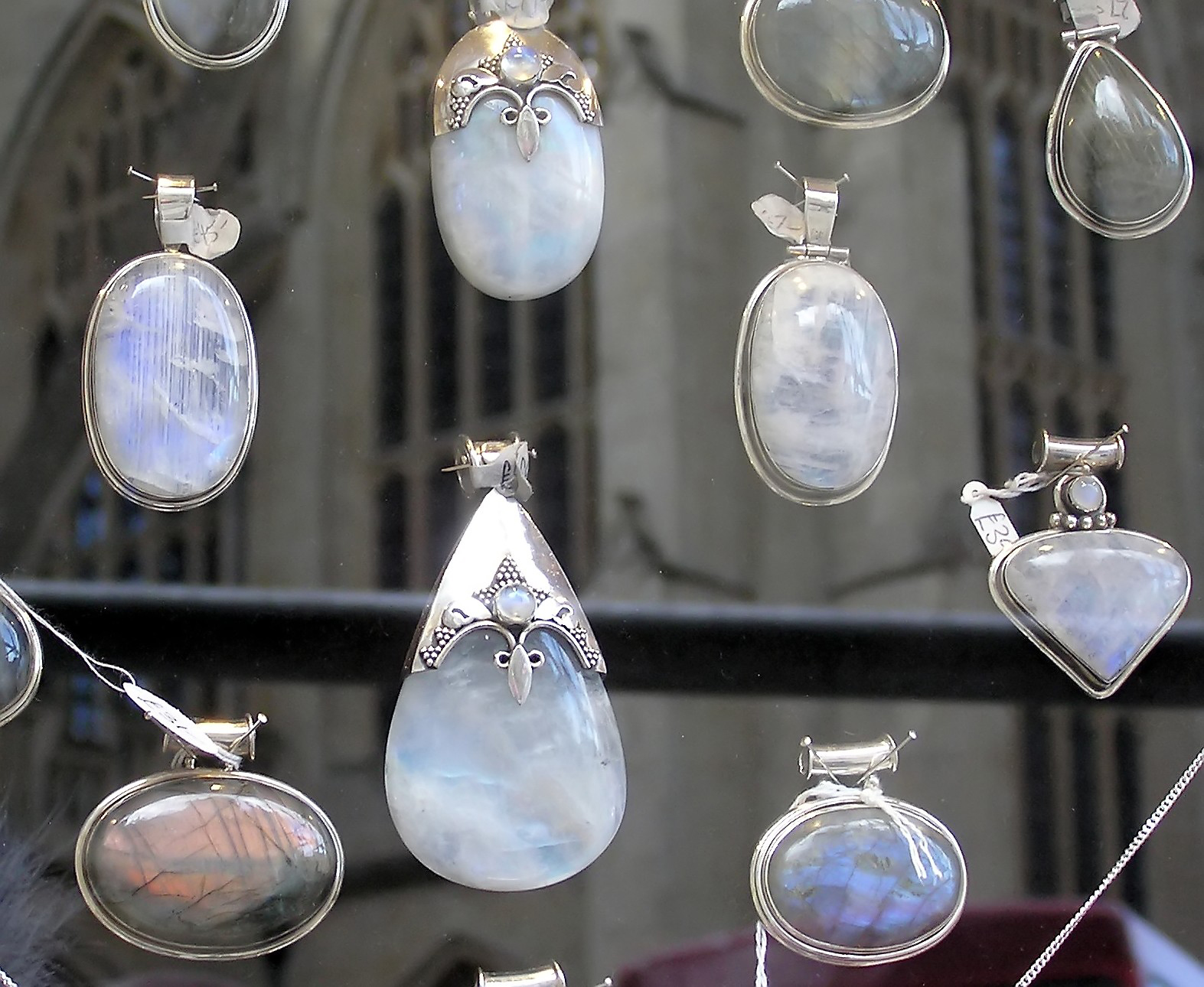
دامله‌های سنگ ماه در ویترین یک جواهرفروشی در باث انگلستان.

دامله یا گنبدی، به شکل تراش‌خورده‌ای از سنگ‌های گوهرین گفته می‌شود. سنگ دامله معمولاً شکل قلب، بیضی یا چهارگوش دارد که از بالای آن ورقه‌های نازکی تراشیده می‌شود تا حالت گنبدی پیدا کند.

## نگارخانه

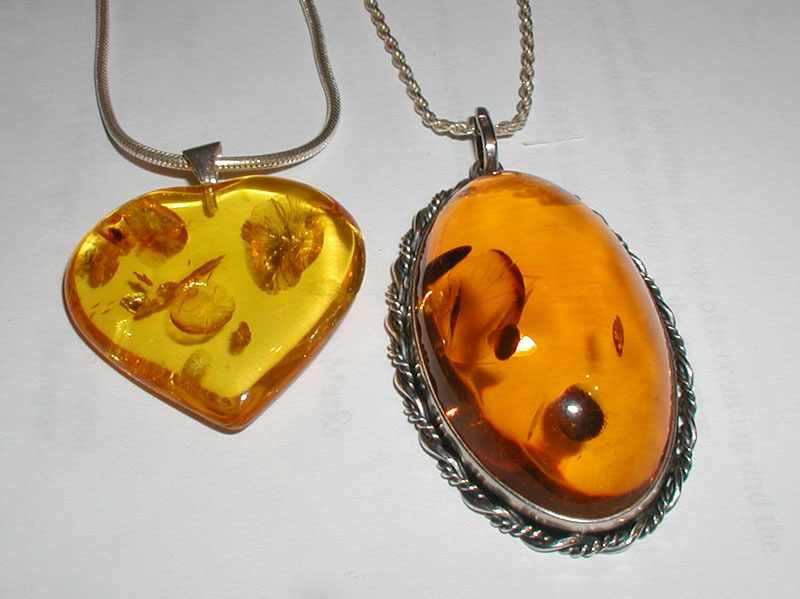